# Zanahary
Zanahary è una divinità della mitologia dei popoli del Madagascar.

## Nella mitologia
Zanaharu, dio creatore del cielo, creò il deserto e la terra e da esse si generò Ratovoantany, essere che iniziò a impastare forme di argilla con le sembianze di uomini ed animali. Questo attirò l'attenzione di Zanahary: si narra che una volta scese dal cielo e, vedutele, volle animarle, per poi portare tutti gli esseri in cielo con lui. Ratovoantany, desiderando compagnia sulla terra, si oppose a questa richiesta. 
L'accordo alla fine venne raggiunto: in vita tutti gli esseri viventi risiedono sulla terra, dopo la morte le anime si recano in cielo, mentre i corpi restano sulla terra.
Si narra che Zanahary avesse una sposa, Jemmha, Signora delle acque. Dal loro amore, nacquero: Yosher, il dio del Fuoco, dei fulmini e della virilità, e Asharay, dea della sensualità e della fecondità. 

### Racconti secondari
Un'altra versione del mito racconta della lotta interna di Zanahary, diviso fra la sua metà cielo e quella terra: inizialmente aveva creato solo figure femminili, in seguito acconsentì alla creazione di ogni figura, con l'osservanza della regola che imponeva a chiunque la morte istantanea, se la divinità l'avesse voluto.
Nella mitologia le prime creature dalle sembianze umane furono Andriambahomanana e sua moglie Andriamahilala.